# تاکوگن سواون
تاکوگِن سواُون (به ژاپنی: 沢彦 宗恩　takugen soon) تولد نامشخص- مرگ ۲ نوامبر ۱۵۸۷) یک راهب (بودایی فرقه رینزای) در دوره سنگوکو و دوره آزوچی-مومویاما بود. وی از دوستان هیراته ماساهیده بود. هیراته ماساهیده به عنوان مربی و پرورش دهنده اودا نوبوناگا شناخته می‌شود. ماساهیده قبل از هاراکیری به تاکوگِن سواُون وصیت کرد. نوبوناگا پس از مرگ مربی خود ماساهیده، برای یادبود معبد سیشو را ساخت و تاکوگِن سواُون را به عنوان رهبر این معبد گمارد.